# Weser Sprinter

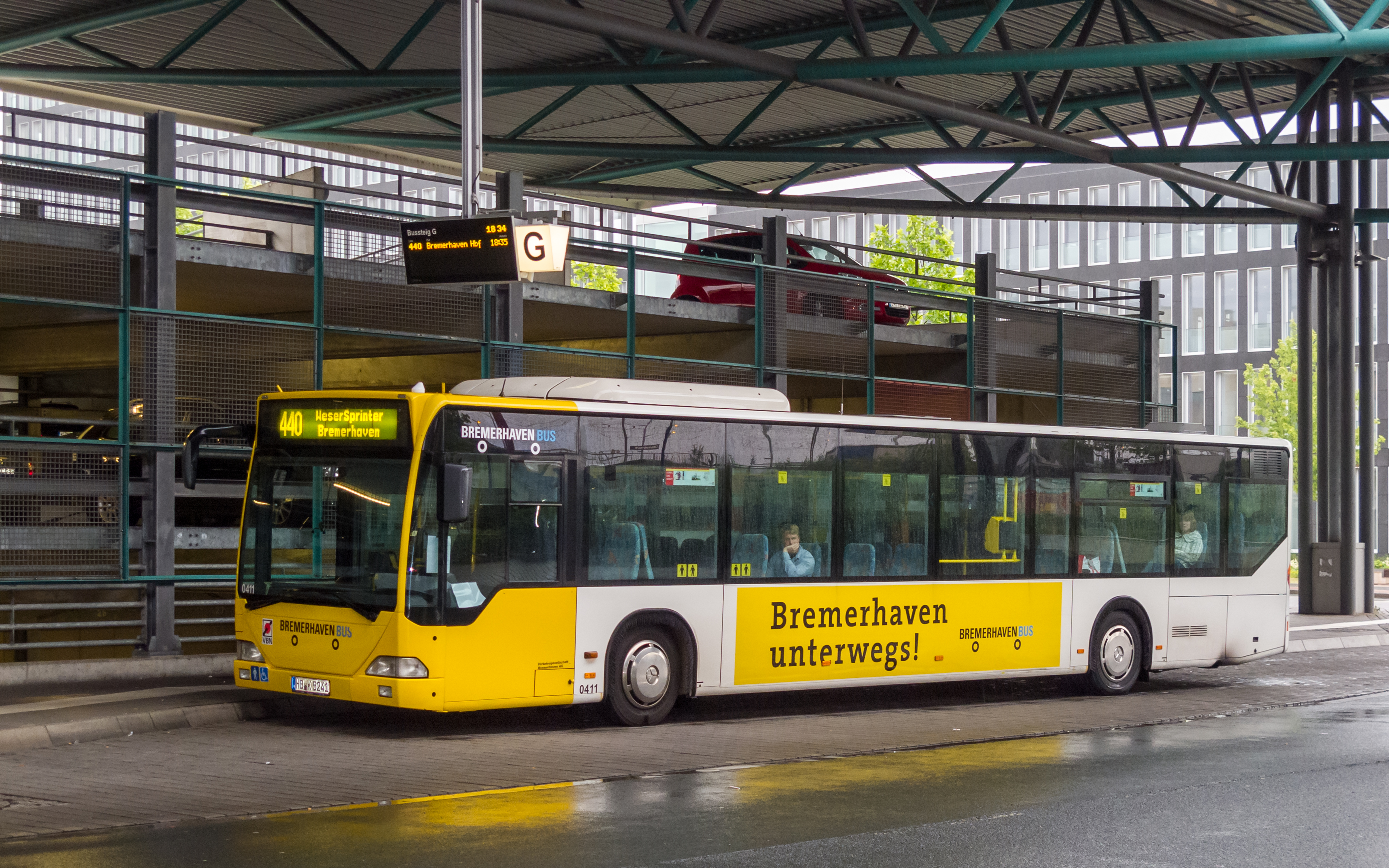
Oldenburg ZOB: Weser-Sprinter nach Bremerhaven (2011)

Der Weser Sprinter (VBN-Linien-Nummer 440; Schreibweise auch: WeserSprinter) ist eine Regionalbuslinie in Niedersachsen, die die siebzig Kilometer voneinander entfernten Großstädte Oldenburg und Bremerhaven miteinander verbindet. 

## Geschichte und Verlauf
Die Buslinie wurde am 10. Oktober 1998 zunächst im Rahmen eines einjährigen Probebetriebs zwischen Oldenburg und Bremerhaven über Brake und Nordenham eröffnet. Die Weiterfahrt von Blexen mit der Fähre nach Bremerhaven wurde 1999 eingestellt. Seit dem Fahrplanwechsel am 14. Dezember 2008 verkehrt die Buslinie wieder bis Bremerhaven, jetzt durch den 2004 eröffneten Wesertunnel. 2004 gab es einen Zubringerverkehr unter dem Liniensignal 440 von Bremerhaven nach Rodenkirchen.
Die Fahrt führt von Oldenburg über Großenmeer und Oldenbrok nach Brake und von dort über Golzwarden und Rodenkirchen weiter über Esenshamm und Nordenham nach Blexen bzw. durch den Wesertunnel nach Bremerhaven. Die Buslinie folgt zwischen Oldenburg und Brake weitgehend dem Verlauf der Bundesstraße 211, nachdem sie in Oldenburg auf die Bundesautobahn 293 geführt wird, die bei Wahnbek endet und als die Bundesstraße 211 weitergeführt wird, und ab Golzwarden der Bundesstraße 212 nach Blexen bzw. der Bundesstraße 437 und der Bundesautobahn 27 nach Bremerhaven. Die Endstation ist sowohl in Oldenburg als auch in Bremerhaven der jeweilige Hauptbahnhof bzw. der nahe Zentrale Omnibusbahnhof.

## Betrieb
Die zum Einsatz kommenden klimatisierten Busse fahren durch die weiten Feldlandschaften der Wesermarsch und bedienen zahlreiche Haltestellen im Zentrum der Kreisstadt Brake (Unterweser).
Der südliche Linienabschnitt Oldenburg–Brake wird mindestens im Stundentakt bedient. Der sich hinter Rodenkirchen in zwei Äste verzweigende nördliche Linienabschnitt wird jeweils abwechselnd im 2-Stunden-Takt bedient. Die Firma Gebken & Gerdes ist mit dieser Linie betraut.
Seit der Aufnahme des Betriebs durch den Wesertunnel (2004) dauert die Fahrt von Oldenburg nach Bremerhaven (oder zurück) 95 bzw. 96 Minuten.